# Estádio Municipal de Chaves
Het Municipal Eng. Manuel Branco Teixeira is een multifunctioneel stadion in Chaves, een stad in Portugal. In het stadion is plaats voor 8.400 toeschouwers. Het stadion werd geopend in 1930. In het stadion ligt een grasveld van 105m bij 68m.

## Gebruik
Het stadion wordt vooral gebruikt voor voetbalwedstrijden, de voetbalclub Grupo Desportivo de Chaves maakt gebruik van dit stadion. Ook het nationale elftal heeft een aantal keer in dit stadion gespeeld. Cristiano Ronaldo maakte zijn debuut in dit stadion toen het Portugese elftal tegen Kazachstan speelde.
| No. | Datum            | Wedstrijd             | Uitslag | Toernooi          |                  |
| --- | ---------------- | --------------------- | ------- | ----------------- | ---------------- |
| 1.  | 2 juni 2000      | Portugal – Wales      | 3–0     | Vriendschappelijk | Onderlinge duels |
| 2.  | 20 augustus 2003 | Portugal – Kazachstan | 1–0     | Vriendschappelijk | Onderlinge duels |